# Список епізодів мінісеріалу «Брати по зброї»
Список епізодів мінісеріалу «Брати по зброї», який йшов у США на каналі HBO з 9 вересня по 4 листопада 2001 року.

## Список епізодів
| # | Назва                                | Режисер            | Сценарист                    | Основний персонаж              | Вийшла в США     |
| --- | ------------------------------------ | ------------------ | ---------------------------- | ------------------------------ | ---------------- |
| 1 | «Куррагі» «Currahee»                 | Філ Олден Робінсон | Ерік Джендресен і Том Генкс  | Річард Вінтерс і Герберт Собел | 9 вересня 2001   |
| У 1942 році в Токкоа відбірна група молодих добровольців починає військову підготовку. Діти стануть солдатами новітніх на той момент парашутно-десантних підрозділів американської армії. Під суворим командуванням лейтенанта Собела члени новоспеченої роти "Easy" проходять шлях від "зелених новачків" до представників військової еліти. В процесі навчання між Собелем, якого солдати відразу не полюбили, і лейтенантом Вінтерсом розгорається взаємне суперництво... |                                      |                    |                              |                                |                  |
| 2 | «День із днів» «Day of Days»         | Річард Лонкрейн    | Джон Орлофф                  | Річард Вінтерс                 | 9 вересня 2001   |
| 6 червня 1944 року настає великий день "Д" : союзні війська висаджуються в Нормандії. Напередодні вторгнення, з літаків в тил супротивника скидають десантників, які під покривом ночі повинні були почати бойові дії і допомогти висадці з моря. Парашутисти потрапляють під жахливий обстріл, унаслідок якого ніхто не приземлився в точці збору, а багато хто залишився без зброї і боєприпасів. Вінтерс об'єднує солдатів, що загубилися, в звідний загін, намагаючись допомогти бійцям знайти свої підрозділи. Пізніше лейтенант командує атакою на укріплені позиції німецької артилерії, і успішно справляється із завданням, але втрачає свого замісника... |                                      |                    |                              |                                |                  |
| 3 | «Карантан» «Carentan»                | Мікаель Саломон    | Ерік Макс Фрай               | Альберт Блайт                  | 16 вересня 2001  |
| Через два дні після висадки союзних військ рота "Easy" бере участь у боях за взяття Карентана і несе втрати. Багатьом солдатам, включаючи рядового Блайта, на війні доводиться дуже важко... Після тридцяти шести днів боїв у Нормандії рота повертається в Англію, але радість бійців швидкоплинна, бо їх вже чекає нове завдання... |                                      |                    |                              |                                |                  |
| 4 | «Новобранці» «Replacements»          | Девід Наттер       | Ґрем Йост, Брюс С. МакКенна  | Денвер «Бик» Рендлмен          | 23 вересня 2001  |
| Унаслідок значних втрат у загін переводять групу новачків-парашутистів. Рота "Easy" бере участь в операції "Маркет Гарден" - висадці десанту на територію окупованої німцями Голландії. Не зустрівши опору в Ейндговені, рота "Easy" і команда британських танків, зіткнулися з наполегливим німецьким опором у передмісті і змушені були відступити, втративши немало людей. План союзників увійти до Німеччини через Голландію і закінчити війну до Різдва - закінчився невдачею... |                                      |                    |                              |                                |                  |
| 5 | «Перехрестя» «Crossroads»            | Том Генкс          | Ерік Джендресен              | Річард Вінтерс                 | 30 вересня 2001  |
| Вінтерс очолював ризиковану операцію на голландській греблі, що завершилася перемогою. За успішне виконання бойового завдання його призначають командиром батальйону. Проте Вінтерс невдоволений своєю новою "адміністративною" посадою, бо хоче залишитись зі своєю ротою. У звільнений Париж приходять новини про потужний натиск вермахту в лісах Арденн, що загрожує прорвати фронт. Неекіпірована відповідним чином, рота "Easy" в лютий мороз вирушає на передову... |                                      |                    |                              |                                |                  |
| 6 | «Бастонь» «Bastogne»                 | Девід Ліланд       | Брюс С. МакКенна             | Юджин «Док» Ров                | 7 жовтня 2001    |
| Взимку у бельгійських лісах, недалеко від Бастоні, бійці роти "Easy" б'ються відразу з декількома супротивниками: німцями, голодом і жорстоким морозом. Змучений санітар Юджин Ров знаходиться на межі зриву, коли раптом несподівано знаходить собі нового друга — бельгійську медсестру. Рота "Easy" зустрічає невеселе Різдво в траншеях, де стає відомо, що їх командувач, генерал МакОліфф, відповів відмовою на німецький ультиматум про капітуляцію. |                                      |                    |                              |                                |                  |
| 7 | «Точка зламу» «The Breaking Point»   | Девід Франкель     | Ґрем Йост                    | Карвуд Ліптон                  | 14 жовтня 2001   |
| Давши відсіч німцям поблизу Бастоні, змучена рота "Easy" отримує наказ відвоювати у ворога сусіднє місто Фой. Унаслідок недосвідченості нового командира, лейтенанта Дайка, втрати особового складу в жорстокому бою збільшилися. Місто взяте, але занадто високою ціною… |                                      |                    |                              |                                |                  |
| 8 | «Останній патруль» «The Last Patrol» | Тоні То            | Ерік Борк і Брюс С. МакКенна | Девід Вебстер                  | 21 жовтня 2001   |
| Рота "Easy" прибуває в містечко Агено, яке розташоване біля німецького кордону, і отримує наказ послати розвідників, щоб добути ворожого "язика". Новоприбулий випускник "Вест-Пойнту", лейтенант Джонс, викликається добровольцем на завдання. Попри те, що операція пройшла успішно, один з десантників — загинув. Ця подія змусила Вінтерса не посилати другу групу розвідників наступної ночі... |                                      |                    |                              |                                |                  |
| 9 | «За що ми боремося» «Why We Fight»   | Девід Франкель     | Джон Орлофф                  | Льюїс Ніксон                   | 28 жовтня 2001   |
| Рота "Easy" входить на територію Німеччини, зустрічає на подив слабкий опір і дістає можливість відпочити. Розвідка виявляє в сусідньому лісі кинутий нацистський концтабір з військовополоненими. Місцеві мешканці, проте, заперечують, що їм відомо про існування табору. Незабаром приходить звістка про те, що Гітлер — мертвий... |                                      |                    |                              |                                |                  |
| 10 | «Бали» «Points»                      | Мікаель Саломон    | Ерік Джендресен і Ерік Борк  | Річард Вінтерс                 | 4 листопада 2001 |
| Рота "Easy" входить у Баварське містечко Берхтесгаден, де колись відпочивала офіцерська еліта вермахту, і захоплює неприступну гірську фортецю Гітлера "Орлине гніздо". Капітуляція Японії ознаменовує закінчення війни. Тепер належить дізнатися, що стало з нашими героями після повернення додому... |                                      |                    |                              |                                |                  |